# League Cup 1975/76
Der League Cup 1975/76 war die 16. Austragung des Football League Cup (meist nur als League Cup bekannt).
Am Pokalwettbewerb, der am 18. August 1975 für die 92 englischen Spitzenvereine begann, nahmen zum sechsten Mal alle Mannschaften teil. Als Neuerung wurde die erste Runde über Hin- und Rückspiel, die folgenden vier Runden wie gewohnt im K.-o.-System über eine Partie und im Halbfinale wieder über Hin- und Rückspiel entschieden. Das Finale, das am 28. Februar 1976 in nur einem Spiel im neutralen Wembley-Stadion ausgetragen wurde, entschied der Erstligist Manchester City mit 2:1 für sich. Unterlegener Finalist war Newcastle United.

## Wettbewerb

### Erste Runde
Zur ersten Runde traten die Vereine an, die in der Vorsaison 1974/75 die 56 schwächsten Platzierungen in der Gesamttabelle aller vier Profiligen belegt haben. Anders gesprochen hatten die besten 36 Mannschaften im englischen Profiligasystem in der ersten Runde ein Freilos.
|                    | Gesamt |                        | Hinspiel | Rückspiel |
| ------------------ | ------ | ---------------------- | -------- | --------- |
| Doncaster Rovers   | 3:1    | Grimsby Town           | 3:1      | 0:0       |
| Halifax Town       | 5:3    | Hartlepool United      | 4:1      | 1:2       |
| Lincoln City       | 6:5    | FC Chesterfield        | 4:2      | 2:3       |
| Mansfield Town     | 6:0    | Scunthorpe United      | 4:0      | 2:0       |
| FC Darlington      | 2:2    | Sheffield Wednesday    | 0:2      | 2:0       |
| Crystal Palace     | 4:3    | Colchester United      | 3:0      | 1:3       |
| FC Brentford       | 3:2    | Brighton & Hove Albion | 2:1      | 1:1       |
| FC Bury            | 4:0    | AFC Rochdale           | 2:0      | 2:0       |
| Cambridge United   | 1:4    | Charlton Athletic      | 1:1      | 0:3       |
| AFC Newport County | 1:3    | Exeter City            | 1:1      | 0:2       |
| Huddersfield Town  | 3:2    | FC Barnsley            | 2:1      | 1:1       |
| Swansea City       | 4:7    | Torquay United         | 1:2      | 3:5       |
| Oldham Athletic    | 6:1    | AFC Workington         | 3:0      | 3:1       |
| FC Walsall         | 1:2    | Shrewsbury Town        | 0:0      | 1:2       |
| FC Watford         | 3:1    | Northampton Town       | 2:0      | 1:1       |
| Rotherham United   | 2:7    | Nottingham Forest      | 1:2      | 1:5       |
| Swindon Town       | 3:1    | FC Millwall            | 2:1      | 1:0       |
| FC Reading         | 1:2    | FC Gillingham          | 0:1      | 1:1       |
| Plymouth Argyle    | 4:1    | AFC Bournemouth        | 2:0      | 2:1       |
| Port Vale          | 4:4    | Hereford United        | 4:2      | 0:2       |
| Preston North End  | 2:0    | Blackburn Rovers       | 2:0      | 0:0       |
| Cardiff City       | 2:3    | Bristol Rovers         | 1:2      | 1:1       |
| Bradford City      | 2:3    | York City              | 2:0      | 0:3       |
| Crewe Alexandra    | 3:3    | Tranmere Rovers        | 2:1      | 1:2       |
| FC Aldershot       | 2:3    | FC Portsmouth          | 1:1      | 1:2       |
| AFC Wrexham        | 3:0    | FC Chester             | 3:0      | 0:0       |
| Southend United    | 2:3    | Peterborough United    | 2:0      | 0:3       |
| FC Southport       | 5:2    | Stockport County       | 3:1      | 2:1       |

#### Wiederholungsspiele
| Datum             |                     | Ergebnis        |                 |
| ----------------- | ------------------- | --------------- | --------------- |
| 1. September 1975 | Port Vale           | 0:1             | Hereford United |
| 2. September 1975 | Crewe Alexandra     | 2:1 n. V.       | Tranmere Rovers |
| 3. September 1975 | Sheffield Wednesday | 0:0 (3:5 i. E.) | FC Darlington   |

### Zweite Runde
Aus den beiden oberen Spielklassen gesellten sich nun die verbliebenen 36 Mannschaften hinzu.
| Datum              |                      | Ergebnis |                         |
| ------------------ | -------------------- | -------- | ----------------------- |
| 9. September 1975  | Aston Villa          | 2:0      | Oldham Athletic         |
| 9. September 1975  | Birmingham City      | 4:0      | Leyton Orient           |
| 9. September 1975  | Bolton Wanderers     | 1:3      | Coventry City           |
| 9. September 1975  | FC Bury              | 1:2      | FC Middlesbrough        |
| 9. September 1975  | Carlisle United      | 2:0      | FC Gillingham           |
| 9. September 1975  | Charlton Athletic    | 3:3      | Oxford United           |
| 9. September 1975  | FC Darlington        | 2:1      | Luton Town              |
| 9. September 1975  | Derby County         | 2:1      | Huddersfield Town       |
| 9. September 1975  | Doncaster Rovers     | 2:1      | Crystal Palace          |
| 9. September 1975  | FC Everton           | 2:2      | FC Arsenal              |
| 9. September 1975  | Halifax Town         | 2:4      | Sheffield United        |
| 9. September 1975  | Hereford United      | 1:4      | FC Burnley              |
| 9. September 1975  | Hull City            | 4:2      | Preston North End       |
| 9. September 1975  | Leeds United         | 3:2      | Ipswich Town            |
| 9. September 1975  | Lincoln City         | 2:1      | Stoke City              |
| 9. September 1975  | Norwich City         | 1:1      | Manchester City         |
| 9. September 1975  | Nottingham Forest    | 1:0      | Plymouth Argyle         |
| 9. September 1975  | Notts County         | 2:1      | AFC Sunderland          |
| 9. September 1975  | Peterborough United  | 2:0      | FC Blackpool            |
| 9. September 1975  | FC Portsmouth        | 1:1      | Leicester City          |
| 9. September 1975  | Shrewsbury Town      | 1:4      | Queens Park Rangers     |
| 9. September 1975  | FC Southampton       | 0:1      | Bristol Rovers          |
| 9. September 1975  | FC Southport         | 0:6      | Newcastle United        |
| 9. September 1975  | Swindon Town         | 2:2      | Wolverhampton Wanderers |
| 9. September 1975  | Torquay United       | 1:1      | Exeter City             |
| 9. September 1975  | FC Watford           | 0:1      | Tottenham Hotspur       |
| 9. September 1975  | West Bromwich Albion | 1:1      | FC Fulham               |
| 9. September 1975  | West Ham United      | 0:0      | Bristol City            |
| 9. September 1975  | AFC Wrexham          | 1:2      | Mansfield Town          |
| 9. September 1975  | York City            | 0:1      | FC Liverpool            |
| 10. September 1975 | Crewe Alexandra      | 1:0      | FC Chelsea              |
| 10. September 1975 | Manchester United    | 2:1      | FC Brentford            |

#### Wiederholungsspiele
| Datum              |                         | Ergebnis  |                      |
| ------------------ | ----------------------- | --------- | -------------------- |
| 16. September 1975 | Wolverhampton Wanderers | 3:2       | Swindon Town         |
| 17. September 1975 | Exeter City             | 1:2       | Torquay United       |
| 17. September 1975 | Leicester City          | 1:0 n. V. | FC Portsmouth        |
| 17. September 1975 | Manchester City         | 2:2 n. V. | Norwich City         |
| 17. September 1975 | Oxford United           | 1:1 n. V. | Charlton Athletic    |
| 23. September 1975 | FC Arsenal              | 0:1       | FC Everton           |
| 24. September 1975 | Bristol City            | 1:3       | West Ham United      |
| 24. September 1975 | FC Fulham               | 1:0       | West Bromwich Albion |
| 29. September 1975 | Charlton Athletic       | 3:2       | Oxford United        |
| 29. September 1975 | Manchester City         | 6:1       | Norwich City         |

### Dritte Runde
| Datum           |                     | Ergebnis |                         |
| --------------- | ------------------- | -------- | ----------------------- |
| 8. Oktober 1975 | Aston Villa         | 1:2      | Manchester United       |
| 8. Oktober 1975 | Birmingham City     | 0:2      | Wolverhampton Wanderers |
| 8. Oktober 1975 | Bristol Rovers      | 1:1      | Newcastle United        |
| 8. Oktober 1975 | Crewe Alexandra     | 0:2      | Tottenham Hotspur       |
| 8. Oktober 1975 | FC Everton          | 2:0      | Carlisle United         |
| 8. Oktober 1975 | FC Fulham           | 0:1      | Peterborough United     |
| 8. Oktober 1975 | Hull City           | 2:0      | Sheffield United        |
| 8. Oktober 1975 | Leeds United        | 0:1      | Notts County            |
| 8. Oktober 1975 | Leicester City      | 2:1      | Lincoln City            |
| 8. Oktober 1975 | FC Liverpool        | 1:1      | FC Burnley              |
| 8. Oktober 1975 | Manchester City     | 2:1      | Nottingham Forest       |
| 8. Oktober 1975 | Mansfield Town      | 2:0      | Coventry City           |
| 8. Oktober 1975 | FC Middlesbrough    | 1:0      | Derby County            |
| 8. Oktober 1975 | Queens Park Rangers | 1:1      | Charlton Athletic       |
| 8. Oktober 1975 | Torquay United      | 1:1      | Doncaster Rovers        |
| 8. Oktober 1975 | West Ham United     | 3:0      | FC Darlington           |

#### Wiederholungsspiele
| Datum            |                   | Ergebnis |                     |
| ---------------- | ----------------- | -------- | ------------------- |
| 13. Oktober 1975 | Doncaster Rovers  | 3:0      | Torquay United      |
| 14. Oktober 1975 | FC Burnley        | 1:0      | FC Liverpool        |
| 14. Oktober 1975 | Charlton Athletic | 0:3      | Queens Park Rangers |
| 15. Oktober 1975 | Newcastle United  | 2:0      | Bristol Rovers      |

### Vierte Runde
| Datum             |                     | Ergebnis |                         |
| ----------------- | ------------------- | -------- | ----------------------- |
| 11. November 1975 | FC Burnley          | 2:0      | Leicester City          |
| 11. November 1975 | Doncaster Rovers    | 2:1      | Hull City               |
| 11. November 1975 | FC Everton          | 2:2      | Notts County            |
| 11. November 1975 | Mansfield Town      | 1:0      | Wolverhampton Wanderers |
| 11. November 1975 | FC Middlesbrough    | 3:0      | Peterborough United     |
| 11. November 1975 | Queens Park Rangers | 1:3      | Newcastle United        |
| 11. November 1975 | Tottenham Hotspur   | 0:0      | West Ham United         |
| 12. November 1975 | Manchester City     | 4:0      | Manchester United       |

#### Wiederholungsspiele
| Datum             |                 | Ergebnis  |                   |
| ----------------- | --------------- | --------- | ----------------- |
| 24. November 1975 | West Ham United | 0:2 n. V. | Tottenham Hotspur |
| 25. November 1975 | Notts County    | 2:0       | FC Everton        |

### Viertelfinale
| Datum            |                   | Ergebnis |                  |
| ---------------- | ----------------- | -------- | ---------------- |
| 3. Dezember 1975 | FC Burnley        | 0:2      | FC Middlesbrough |
| 3. Dezember 1975 | Manchester City   | 4:2      | Mansfield Town   |
| 3. Dezember 1975 | Newcastle United  | 1:0      | Notts County     |
| 3. Dezember 1975 | Tottenham Hotspur | 7:2      | Doncaster Rovers |

### Halbfinale
Die Hinspiele wurden am 13. und 14. Januar 1976, die Rückspiele am 21. Januar 1976 ausgetragen.
|                   | Gesamt |                  | Hinspiel | Rückspiel |
| ----------------- | ------ | ---------------- | -------- | --------- |
| FC Middlesbrough  | 1:4    | Manchester City  | 1:0      | 0:4       |
| Tottenham Hotspur | 2:3    | Newcastle United | 1:0      | 1:3       |

### Finale
| Manchester City                                       | Manchester City | Newcastle United | Newcastle United |
| ----------------------------------------------------- | --- | --- | ---------------- |
| Manchester City                                       | \| Finale \| \| Samstag, 28. Februar 1976 in London (Wembley-Stadion) \| \| Ergebnis: 2:1 (1:1) \| \| Zuschauer: 100.000 \| \| Schiedsrichter: Jack Taylor \| \| Spielbericht \| | \| Finale \| \| Samstag, 28. Februar 1976 in London (Wembley-Stadion) \| \| Ergebnis: 2:1 (1:1) \| \| Zuschauer: 100.000 \| \| Schiedsrichter: Jack Taylor \| \| Spielbericht \|              | Newcastle United |
| Manchester City                                       | Joe Corrigan, Ged Keegan, Willie Donachie, Mike Doyle, David Watson, Alan Oakes, Peter Barnes, Tommy Booth, Joe Royle, Asa Hartford, Dennis Tueart Cheftrainer: Tony Book        | Mike Mahoney, Irving Nattrass, Alan Kennedy, Stewart Barrowclough, Glenn Keeley, Pat Howard, Micky Burns, Tommy Cassidy, Malcolm Macdonald, Alan Gowling, Tommy Craig Cheftrainer: Gordon Lee | Newcastle United |
| Manchester City                                       | 1:0 Peter Barnes (11.) 2:1 Dennis Tueart (46.) | 1:1 Alan Gowling (35.) | Newcastle United |
| Finale                                                | | |                  |
| Samstag, 28. Februar 1976 in London (Wembley-Stadion) | | |                  |
| Ergebnis: 2:1 (1:1)                                   | | |                  |
| Zuschauer: 100.000                                    | | |                  |
| Schiedsrichter: Jack Taylor                           | | |                  |
| Spielbericht                                          | | |                  |